# Hodina pravdy
Hodina pravdy byla televizní soutěž, vysílaná televizní stanicí ČT1. Soutěžily zde obvykle rodiny, či jejich vybraní členové ve vědomostních a dovednostních úkolech. Každý rodinný tým měl dle pravidel soutěže přesně týden na to, aby se v zadaném úkolu, který jim byl představen v první natáčecí den, zdokonalil. Při přihlašování se do soutěže každý člen rodiny uvedl, jakou cenu chce v případě úspěchu v soutěži získat. Podařilo-li se soutěžní úkol úspěšně splnit, otevřela se celému rodinnému týmu cesta k jimi uvedeným cenám. Po celou dobu soutěže bylo úsilí soutěžících zaznamenáno televizními kamerami. Po týdnu soutěžícím nastala Hodina pravdy v televizním studiu, při které musel jeden z členů týmu nebo i celý tým v případě skupinového úkolu předvést, jak zadaný úkol zvládne.
Pořad se vysílal každých 14 dní v sobotu. Soutěž uváděl Petr Svoboda.

## Demonstrátoři úkolů
Úkoly do pořadu Hodina pravdy, zaměřené na mimořádnou zručnost, logiku a intelektuální schopnosti, pravidelně vymýšlejí a zadávají členové týmu Falešných hráčů Jakub Kroulík, Vladislav Babka a Jakub Vosáhlo.